# Grobbendonk
Grobbendonk is een plaats en gemeente in de Belgische provincie Antwerpen. Grobbendonk ligt in de Kempen en behoort tot het gerechtelijk kanton en kieskanton Herentals. In Grobbendonk bevond zich een Romeinse vicus ter hoogte van de Steenberg.

## Geografie

### Deelgemeenten
| # | Naam        | Opp. (km²) | Inwoners (2020) | Inwoners per km² | NIS-code |
| - | ----------- | ---------- | --------------- | ---------------- | -------- |
| 1 | Grobbendonk | 21,87      | 8.133           | 372              | 13010A   |
| 2 | Bouwel      | 6,50       | 3.038           | 468              | 13010B   |

### Kernen
Naast Grobbendonk zelf ligt in de gemeente nog de deelgemeente Bouwel. De dorpen worden gescheiden door het Albertkanaal en de autosnelweg E313; de N13 loopt op de grens. De gemeente grenst aan de stad Herentals en de gemeentes Herenthout, Nijlen, Vorselaar en Zandhoven.

### Hydrografie
Door Grobbendonk lopen de rivier de Kleine Nete en het Albertkanaal. De Aa mondt er uit in de Kleine Nete.

### Aangrenzende gemeenten
| Aangrenzende gemeenten | Aangrenzende gemeenten | Aangrenzende gemeenten | Aangrenzende gemeenten | Aangrenzende gemeenten |
| ---------------------- | ---------------------- | ---------------------- | ---------------------- | ---------------------- |
| Zandhoven              |                        |                        |                        | Vorselaar              |
|                        |                        |                        |                        |                        |
|                        | Herentals              |                        |                        |                        |
|                        |                        |                        |                        |                        |
| Nijlen                 |                        | Herenthout             |                        |                        |

## Geschiedenis

### Stroomculturen (3500 v.C.-800 v.C.)
Er werden diverse archeologische vondsten gedaan in de gemeente Grobbendonk, die wijzen op een bewoning van de gemeente lang voor de oudste vermelding van de woonkernen Grobbendonck, Ouwen en Bouwel in officiële documenten. 
- Bronstijdgrafveld (van 1000-700 voor Christus) op de Scheidhaag

### Klassieke Oudheid (800 v.C.- 500 n.C.)
- Gallo-Romeinse nederzetting (vicus) met drie tempels op het Hoogveld, die een hoogtepunt kende in de 2e eeuw[1]
- Merovingische (Franken) grafvelden vanaf de 3e eeuw, onder meer onder de kapel van Boshoven

### Middeleeuwen (500-1450)
- In de 11e à 12e eeuw wordt in Ouwen een Romaanse kerk gebouwd. De voormalige Romeinse vicus wordt daarbij als "steengroeve" gebruikt.
- In het begin van de 13e eeuw wordt de Heerlijkheid Grobbendonck gesticht, en komt er een burcht aan de samenvloeiing van de Kleine Nete en Aa. In de 14e eeuw verwerft de Heer van Grobbendonck o.m. ook de overige gebieden in de huidige gemeente Grobbendonk waaronder de woonkernen Ouwen en Bouwel.
- De adellijke familie Grobbendonck en hun erven regeren over Grobbendonk tot aan de verkoop van de heerlijkheid aan de familie Getz in 1545. De familie bekleedt hoge posten in het hertogdom Brabant.
- In 1302 sneuvelt Hendrik van Wilre, Heer van Grobbendonck en Burgemeester van Leuven, in de Guldensporenslag aan Franse zijde.

### Nieuwe Tijd (1450-1750)
- De familie Schetz, een van oorsprong Duitse familie, laat zich midden 16e eeuw Van Ursel (d'Ursel) noemen. Deze familie bekleedt hoge plaatsen in de opeenvolgende Habsburgse periodes (Karel V, Spaanse Habsburgers, Oostenrijkse Habsburgers), en klimt op in de adellijke rangen van heer naar baron, vervolgens vanaf 1638 naar rijksgraaf, en vanaf 1717 verheven tot hertog. Na de val van Habsburgers, kiest Charles-Joseph d'Ursel de kant van de Nederlanders en wordt later minister in het Verenigd Koninkrijk der Nederlanden. Na de opsplitsing van de Nederlanden, levert de familie nog lang senatoren en volksvertegenwoordigers voor de nieuwe Belgische staat (tot 1937). De hertogtitel bestaat nog steeds. De huidige hertog is de 10e die de titel draagt, en nog steeds eigenaar van o.m. de kasteelhoeve.De familie Schetz van Grobbendonck bezat van 1621 tot 1710 het Kasteel van Tilburg

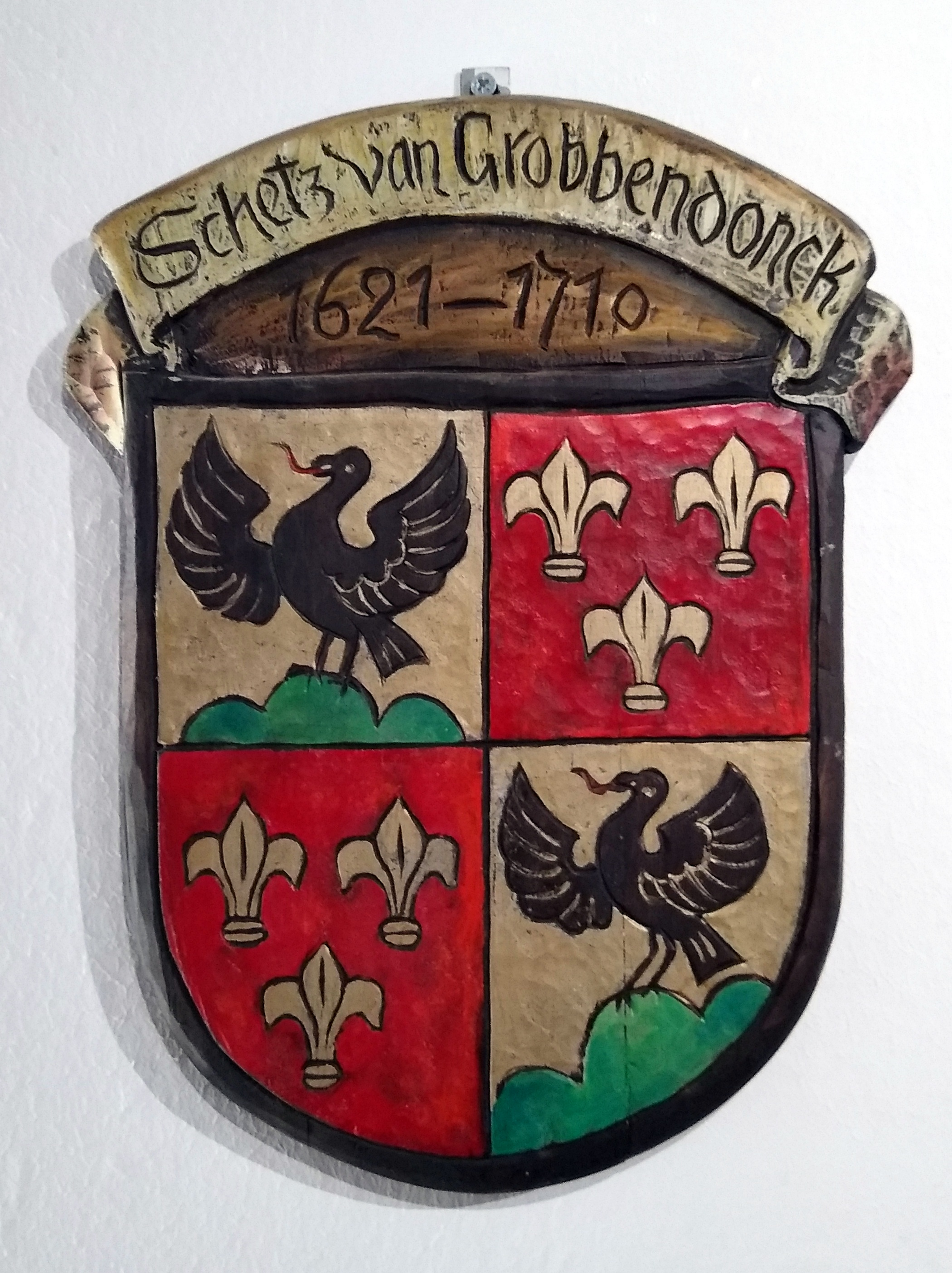
De familie Schetz van Grobbendonck bezat van 1621 tot 1710 het Kasteel van Tilburg

- Tijdens de Contrareformatie wordt van priesters een hoger intellectueel, zedelijk en spiritueel peil verwacht. Johannes Stael, pastoor van Bouwel sinds 1604, voldoet als drinkeboer en verwekker van een kind bij zijn huishoudster niet aan de norm en wordt in 1610 zelfs voor 6 weken opgesloten in een kerker.

### Moderne tijd (1750-1945)
Gezien de ligging tussen Antwerpen en Herentals zal de gemeente doorkruist worden door de grote infrastructuurwerken tussen die twee steden, deels via Lier, die werden opgestart in de 19e, 20e en 21e eeuw, waaronder:
- In 1832, tijdens de Belgische Revolutie (1830-1839) laat koning Leopold I van België een militair kamp bouwen in Bouwel.
- kanalisering van de Kleine Nete voltooid in 1839 en in gebruik tot 1850. Nadien werd de Kleine Nete omheen de sassen geleid.
- kanaal Viersel-Herentals voltooid in 1850, en terug gedempt vanaf 1940.
- Tussen 1930-1939 werd het Albertkanaal gegraven, doch kort na de inhuldiging worden de bruggen opgeblazen en zal het tot aan de herstelling van de bruggen in 1946 duren vooraleer het kanaal effectief in gebruik wordt genomen.
- De spoorlijnen van Aarschot en Antwerpen naar Herentals (in gebruik sinds 1855). Hierbij verkreeg Bouwel langs spoorlijn 15 een station Bouwel op wandelafstand van het kasteel van de Baron Bosschaert de Bouwel, wiens domein door de spoorweg werd doorkruist. Veel later kwam er ook nog een 2e Bouwelse station Wolfstee naast het industrieterrein aldaar.
- Aanleg v/d provinciale "steenwegen", waaronder de steenweg Lier-Herentals

### Hedendaagse geschiedenis (1945-nu)
Ook na de Tweede Wereldoorlog werd de gemeente doorkruist door grote infrastructuurwerken: 
- Tijdens de naoorlogse bezetting van Duitsland komt er een Britse logistieke legerbasis in Grobbendonk, die na de Koude Oorlog door de Britten overgedragen wordt aan het 29 Bataljon Logistiek van het Belgische leger, die voorheen zelf ook in Propsteierwald (Duitsland) gelegerd was.
- Diverse pijpleidingen (o.m. door de gedempte vaart)
- Autosnelweg E313 (tot aan Grobbendonk in gebruik sinds 1958), met één v/d bekendste afritten van België ("Herentals-West"), waar 's morgens de files beginnen richting Antwerpen.
- De industrieterreinen Klein Gent en Wolfstee gelegen op het drie-gemeenten-punt Grobbendonk-Herenthout-Herentals.
- De geplande Fietsostrade "F5"
- De "Antwerp East Port" een voorhaven van Antwerpen (containerterminal)

Na 489 jaar lang een aparte heerlijkheid (later gemeente) geweest te zijn, fusioneerde de gemeente Bouwel in 1976 voor de 2e keer met Grobbendonk.

## Bezienswaardigheden

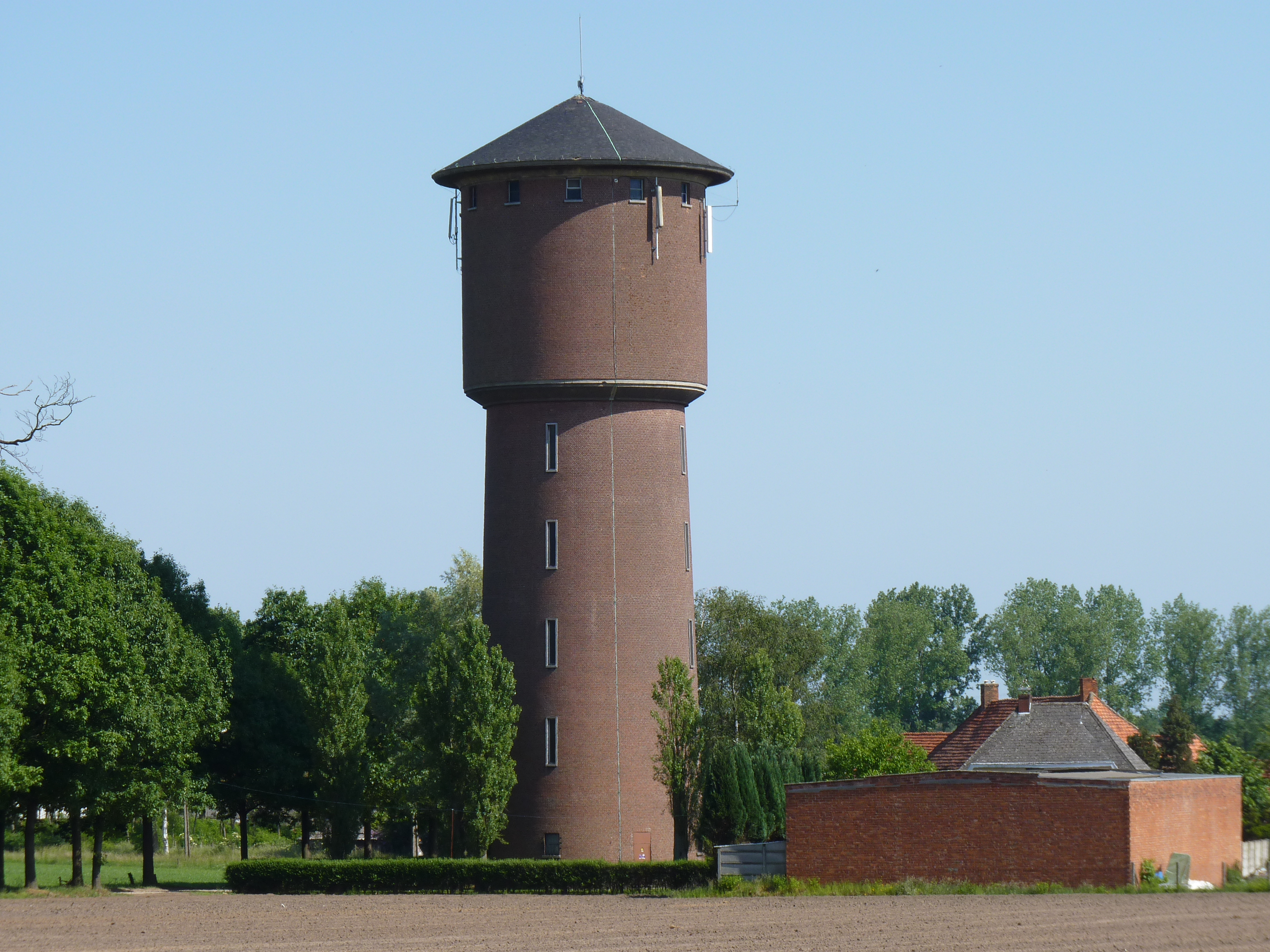
Watertoren

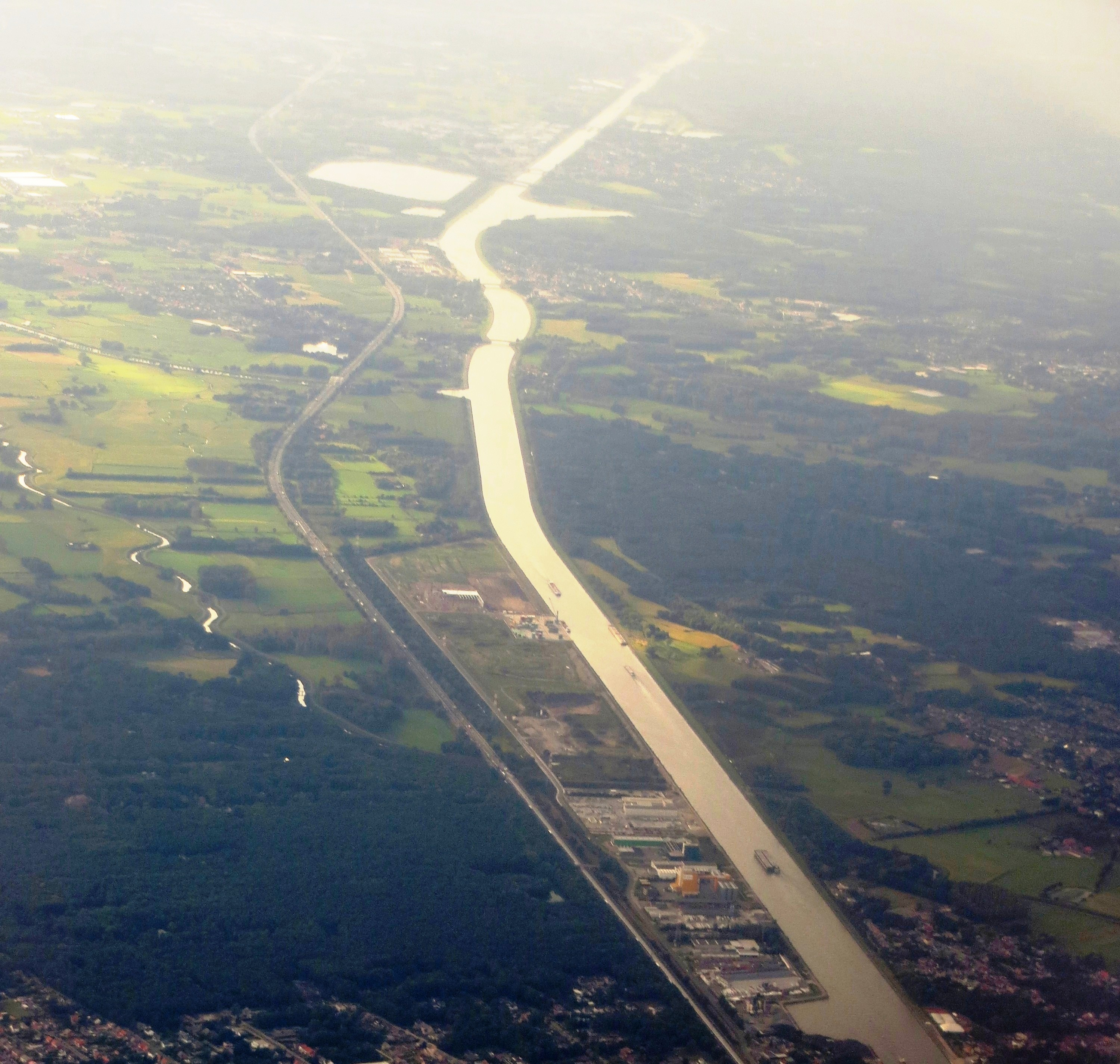
Het Albertkanaal door Grobbendonk

- Op het kruispunt met de N13 en de weg tussen Bouwel en Grobbendonk ligt café "De Lindekens", oorspronkelijk van de familie Van Soom-De Laet, ook eigendom geweest van Herman Vanspringel.
- De oude Banmolen aan de samenvloeiing van Kleine Nete en Aa is nog steeds in gebruik.
- De Sint-Lambertuskerk
- Het Goorkasteel
- Het Hofke van Eisterlee
- De Kapel van Boshoven
- Het Sint-Maria-Magdalenarusthuis met kapel
- De Onze-Lieve-Vrouw Ten Troonpriorij
- De schandpaal, aan Hofeinde, opgegraven en in 1964 heropgericht.
- Het Kasteel Grobbendonk

## Natuur en landschap
Grobbendonk ligt in de Kempen nabij de vallei van de Kleine Nete die hier onder het, ten zuiden van de kom gelegen, Albertkanaal stroomt. In de omgeving liggen enkele bossen. De hoogte bedraagt 5 tot 10 meter.

## Demografie

### Demografische ontwikkeling voor de fusie
- Bronnen:NIS, Opm:1806 tot en met 1970=volkstellingen; 1976 = inwoneraantal op 31 december

### Demografische ontwikkeling van de fusiegemeente
Alle historische gegevens hebben betrekking op de huidige gemeente, inclusief deelgemeenten, zoals ontstaan na de fusie van 1 januari 1977. 
- Bronnen:NIS, Opm:1806 tot en met 1981=volkstellingen; 1990 en later= inwonertal op 1 januari

| Inwoners van jaar tot jaar op 1 januari 1992 tot heden | Inwoners van jaar tot jaar op 1 januari 1992 tot heden | Inwoners van jaar tot jaar op 1 januari 1992 tot heden |
| jaar                                                   | Aantal                                                 | Evolutie: 1992=index 100                               |
| ------------------------------------------------------ | ------------------------------------------------------ | ------------------------------------------------------ |
| 1992                                                   | 9.816                                                  | 100,0                                                  |
| 1993                                                   | 10.000                                                 | 101,9                                                  |
| 1994                                                   | 10.153                                                 | 103,4                                                  |
| 1995                                                   | 10.213                                                 | 104,0                                                  |
| 1996                                                   | 10.344                                                 | 105,4                                                  |
| 1997                                                   | 10.472                                                 | 106,7                                                  |
| 1998                                                   | 10.427                                                 | 106,2                                                  |
| 1999                                                   | 10.424                                                 | 106,2                                                  |
| 2000                                                   | 10.449                                                 | 106,4                                                  |
| 2001                                                   | 10.483                                                 | 106,8                                                  |
| 2002                                                   | 10.534                                                 | 107,3                                                  |
| 2003                                                   | 10.599                                                 | 108,0                                                  |
| 2004                                                   | 10.690                                                 | 108,9                                                  |
| 2005                                                   | 10.706                                                 | 109,1                                                  |
| 2006                                                   | 10.747                                                 | 109,5                                                  |
| 2007                                                   | 10.801                                                 | 110,0                                                  |
| 2008                                                   | 10.814                                                 | 110,2                                                  |
| 2009                                                   | 10.890                                                 | 110,9                                                  |
| 2010                                                   | 10.975                                                 | 111,8                                                  |
| 2011                                                   | 11.051                                                 | 112,6                                                  |
| 2012                                                   | 11.047                                                 | 112,5                                                  |
| 2013                                                   | 11.026                                                 | 112,3                                                  |
| 2014                                                   | 11.095                                                 | 113,0                                                  |
| 2015                                                   | 11.128                                                 | 113,4                                                  |
| 2016                                                   | 11.204                                                 | 114,1                                                  |
| 2017                                                   | 11.237                                                 | 114,5                                                  |
| 2018                                                   | 11.123                                                 | 113,3                                                  |
| 2019                                                   | 11.155                                                 | 113,6                                                  |
| 2020                                                   | 11.172                                                 | 113,8                                                  |
| 2021                                                   | 11.249                                                 | 114,6                                                  |
| 2022                                                   | 11.442                                                 | 116,6                                                  |
| 2023                                                   | 11.519                                                 | 117,3                                                  |
| 2024                                                   | 11.607                                                 | 118,2                                                  |
| 2025                                                   | 11.609                                                 | 118,3                                                  |

## Politiek

### Structuur
De gemeente Grobbendonk maakt deel uit van het kieskanton Herentals, gelegen in het provinciedistrict Herentals, het kiesarrondissement Mechelen-Turnhout en ten slotte de kieskring Antwerpen.
| Grobbendonk      | Grobbendonk      | Supranationaal         | Nationaal                         | Nationaal           | Gemeenschap         | Gewest              | Provincie           | Arrondissement    | Provinciedistrict | Kanton          | Gemeente        |
| ---------------- | ---------------- | ---------------------- | --------------------------------- | ------------------- | ------------------- | ------------------- | ------------------- | ----------------- | ----------------- | --------------- | --------------- |
| Administratief   | Niveau           | Europese Unie          | België                            | België              | Vlaanderen          | Vlaanderen          | Antwerpen           | Turnhout          | Turnhout          | Turnhout        | Grobbendonk     |
| Administratief   | Bestuur          | Europese Commissie     | Belgische regering                | Belgische regering  | Vlaamse regering    | Vlaamse regering    | Deputatie           | Deputatie         | Deputatie         | Deputatie       | Gemeentebestuur |
| Administratief   | Raad             | Europees Parlement     | Kamer van volksvertegenwoordigers | Vlaams Parlement    | Vlaams Parlement    | Vlaams Parlement    | Provincieraad       | Provincieraad     | Provincieraad     | Provincieraad   | Gemeenteraad    |
| Kiesomschrijving | Kiesomschrijving | Nederlands Kiescollege | Kieskring Antwerpen               | Kieskring Antwerpen | Kieskring Antwerpen | Kieskring Antwerpen | Kieskring Antwerpen | Mechelen-Turnhout | Herentals         | Herentals       | Grobbendonk     |
| Verkiezing       | Verkiezing       | Europese               | Federale                          | Federale            | Vlaamse             | Vlaamse             | Provincieraads-     | Provincieraads-   | Provincieraads-   | Provincieraads- | Gemeenteraads-  |

### (Voormalige) Burgemeesters
| Tijdspanne | Tijdspanne   | Burgemeester               |
| ---------- | ------------ | -------------------------- |
|            | ? - 1826     | G. Naulaerts               |
|            | 1826 - 1844  | Hubert De Vries            |
|            | 1844 - 1884  | Théodore De Vries          |
|            | 1885 - 1896  | J.J. Prims                 |
|            | 1896 - 1919  | Florent Karel De Vries     |
|            | 1919 - 1938  | Frans Luyten               |
|            | 1939 - 1941  | Gilbert Dieltiens          |
|            | 1941 - 1944  | K.Liesse                   |
|            | 1948 - 1958  | P. Peeters                 |
|            | 1958 - 1980  | John Smets                 |
|            | 1980 - 1982  | Willy Taelman (PVV)        |
|            | 1983 - 1988  | Armand Bloemen (CVP)       |
|            | 1989 - 1997  | Herman Wouters (PVV / VLD) |
|            | 1998 - 2000  | Karel Bogaerts (SP)        |
|            | 2001 - 2012  | Herman Wouters (Open Vld)  |
|            | 2013 - 2015  | Herman Cambré (sp.a)       |
|            | 2016 - 2018  | Eric Van Meensel (N-VA)    |
|            | 2019 - heden | Marianne Verhaert (GiB)    |

#### Legislatuur 2013 - 2018
Burgemeester tot 31 december 2015 was Herman Cambré (sp.a). Hij werd opgevolgd door Eric Van Meensel (N-VA). Deze leidde een coalitie bestaande uit N-VA, CD&V en sp.a. Samen vormden ze de meerderheid met 15 op 21 zetels. Vanaf het begin van de legislatuur zetelde 1 raadslid van CD&V als onafhankelijke. Sinds september 2017 zetelde 1 raadslid (ex-N-VA) als onafhankelijke voor De Burgers van Grobbendonk en Bouwel. Sinds juli 2018 zetelden 2 raadsleden (1 ex-sp.a, 1 ex-cd&v) als onafhankelijken voor De Lokale Lijst. Hierdoor slonk de meerderheid tot 11 op 21 zetels.

#### Legislatuur 2019 - 2024
Het liberale GIB werd bij de lokale verkiezingen van oktober 2018 de grootste partij en vormde een coalitie met N-VA. Samen vormen ze de meerderheid van 13 op 21 zetels. Marianne Verhaert (GIB) werd burgemeester.

#### Legislatuur 2024 - 2030
GIB behaalde een absolute meerderheid met 13 op 21 zetels en ging alleen besturen. Marianne Verhaert bleef burgemeester.

### Resultaten gemeenteraadsverkiezingen sinds 1976
| Partij of kartel     | Partij of kartel                                   | 10-10-1976 | 10-10-1976 | 10-10-1982 | 10-10-1982 | 9-10-1988 | 9-10-1988 | 9-10-1994 | 9-10-1994 | 8-10-2000 | 8-10-2000 | 8-10-2006 | 8-10-2006 | 14-10-2012 | 14-10-2012 | 14-10-2018 | 14-10-2018 | 13-10-2024 | 13-10-2024 |
| Stemmen / Zetels     | Stemmen / Zetels                                   | %          | 19         | %          | 19         | %         | 19        | %         | 21        | %         | 21        | %         | 21        | %          | 21         | %          | 21         | %          | 21         |
| -------------------- | -------------------------------------------------- | ---------- | ---------- | ---------- | ---------- | --------- | --------- | --------- | --------- | --------- | --------- | --------- | --------- | ---------- | ---------- | ---------- | ---------- | ---------- | ---------- |
|                      | Agalev                                             | -          |            | -          |            | 7,35      | 0         | 8,84      | 1         | 9,25      | 1         | -         |           | -          |            | -          |            | -          |            |
|                      | SP1/ sp.a2/ Vooruit3                               | 11,021     | 1          | 17,471     | 3          | 16,711    | 3         | 17,21     | 3         | 17,971    | 4         | 17,352    | 4         | 19,172     | 4          | 16,42      | 4          | 15,43      | 3          |
|                      | CVP1/ CD&V2                                        | 28,461     | 6          | 43,191     | 9          | 31,011    | 7         | 28,591    | 7         | 20,051    | 4         | 22,072    | 5         | 21,612     | 5          | 11,92      | 2          | 7,22       | 1          |
|                      | GGB1/ PVV2/ VLD-GGB3/ VLD4/ Open Vld-Grobos5/ GiB6 | 53,361     | 12         | 34,381     | 7          | 40,92     | 9         | 38,783    | 10        | 40,674    | 10        | 34,504    | 8         | 24,395     | 5          | 33,06      | 9          | 48,06      | 13         |
|                      | Grobos-N-VA1/ N-VA2                                | -          |            | -          |            | -         |           | -         |           | -         |           | 10,041    | 1         | 25,852     | 6          | 16,72      | 4          | 12,82      | 2          |
|                      | Vlaams Blok1/ Vlaams Belang2                       | -          |            | -          |            | -         |           | 6,591     | 0         | 10,791    | 2         | 16,052    | 3         | 8,972      | 1          | 9,02       | 1          | 12,62      | 2          |
|                      | De Lokale Lijst1 / deBurgers A                     | -          |            | -          |            | -         |           | -         |           | -         |           | -         |           | -          |            | 8,71       | 1          | 4,0A       | 0          |
|                      | deBurgers A                                        | -          |            | -          |            | -         |           | -         |           | -         |           | -         |           | -          |            | 4,3A       | 0          | 4,0A       | 0          |
|                      | Anderen(*)                                         | 7,16       | 0          | 4,96       | 0          | 4,02      | 0         | -         |           | 1,28      | 0         | -         |           | -          |            | -          |            | -          |            |
| Totaal stemmen       | Totaal stemmen                                     | 5287       | 5287       | 6064       | 6064       | 6823      | 6823      | 7476      | 7476      | 7641      | 7641      | 7983      | 7983      | 7956       | 7956       | 8413       | 8413       | 5862       | 5862       |
| Opkomst %            | Opkomst %                                          |            |            |            |            | 96,95     | 96,95     | 95,74     | 95,74     | 93,62     | 93,62     | 94,69     | 94,69     | 90,70      | 90,70      | 93,4       | 93,4       | 63,6       | 63,6       |
| Blanco en ongeldig % | Blanco en ongeldig %                               | 2,84       | 2,84       | 3,63       | 3,63       | 3,5       | 3,5       | 4,24      | 4,24      | 4,75      | 4,75      | 4,06      | 4,06      | 3,18       | 3,18       | 3,4        | 3,4        | 0,5        | 0,5        |

De rode cijfers naast de gegevens duiden aan onder welke naam de partijen telkens bij een verkiezing opkwamen, rode letters duiden de kartels aan.
De zetels van de gevormde meerderheid staan vetjes afgedrukt. De grootste partij is in kleur.
(*) 1976: Volksunie (7,16%) / 1982: Volksunie (4,96%) / 1988: GVP (4,02%) / 1994: PVBG (1,28%)

## Religie en levensbeschouwing
De katholieke parochies van Grobbendonk maken deel uit van de pastorale eenheid Heilige Thomas die op haar beurt deel uitmaakt van het dekenaat Zuiderkempen in het Bisdom Antwerpen.

## Economie
Grobbendonk maakt deel uit van het Economisch Netwerk Albertkanaal.

## Sport
Voetbalclub KFC Grobbendonk is aangesloten bij de KBVB en speelt in de lagere provinciale reeksen. De club speelde in haar bestaan zeven jaar in de nationale reeksen.
Grobbendonk is sinds 2018 de startplaats van de Grote Prijs Rik Van Looy.

## Bekende inwoners

### Geboren in Grobbendonk
- Cornelius Bellens (-1573), ascetisch schrijver (priorij de Troon)
- Frans-Ernest Dieltiens (1848-1920), architect
- Rik Van Looy (1933-2024), wielrenner, tweevoudig wereldkampioen
- Roger De Breuker (1940-2018), wielrenner
- Achilles Cools (1949), kunstenaar
- Bartel Van Riet (1982), natuurwerker, landschapsarchitect en televisiepresentator
- Rudy Beckers (1954), kunstschilder

### Wonen of woonden in Grobbendonk (elders geboren)
- Eva De Roovere (1978) singer/songwriter
- Jan Storm (1425-1488), Ascetische schrijver, kunstschilder (boeken), prior van priorij de Troon
- Jacob Roecx (1480-1527), Ascetische schrijver (priorij de Troon)
- Franz Hüger (1827-1899), rijke Antwerpse scheepsmakelaar, bouwde het "Goorkasteel" te Bouwel in 1878
- Hubert Lampo (1920-2006), schrijver
- August Obbels (pseudoniem Robin Hannelore) (1937), schrijver
- Herman Vanspringel (1943-2022), wielrenner
- Gert Fransen (pseudoniem: Gerard François) (1964), striptekenaar
- Peter Verhoeven (1972), radio- en tv-presentator
- Bart Van Loo (1973), auteur en conferencier
- Franciscus de La Montagne, eigenaar van de Diamantslijperij De la Montagne te Grobbendonk

### Met Grobbendonk verbonden adel
Huis van Grobbendonck 
- Sebastiaan van Grobbendonck (1180-x), stamvader, verkreeg de Heerlijkheid Grobbendonck begin 13e eeuw
- Nicolaas van Grobbendonck (x-1246 à 1254), Ridder

Huis van Wilre 
- Leysa van Grobbendonck, huwde met de Heer van Wilre
- Willem van Wilre (x-1273), van Schepen van Leuven in 1267, Heer van Grobbendonck
- Hendrik van Wilre (x-1302). Via zijn vrouw verwant aan Hertog Jan I, Burgemeester van Leuven, sneuvelde in 1302 in de Guldensporenslag

Huis van Wesemaele
- Maria van Wilre, huwde met Gerard van Wesemaele (1270-1348), o.m. Heer van Schoten, Merksem, Bergen-op-Zoom

Huis van Crayenhem (ook Craynhem)
- Maria van Wesemaele (1330-1390), huwde Jan Van Crayenhem
- Aart van Crayenhem (ook Arnold genoemd), verkreeg Bouwel en Ouwen, Brabantse veldheer
- Aart II van Crayenhem, Ridder, bouwheer van de priorie de Troon in 1414 als boete voor het platbranden van een kerk door zijn vader

Familie Brant
- onwettige dochter Aart II van Crayenhem
- Aart Brant, erft het Huis van Crayenhem in 1437,
- Aart Brant II
- zijn broer Huibert (Huybrecht) Brant (x-1508) krijgt Bouwel in 1487

Familie van Kleef (Cleves)
- Margaretha Brant, heeft een relatie met Philip van Kleef, die in 1509 in bezit komt van o.m. Grobbendonck

Familie van de Jauche de Mastaing
- Amelberge van Kleef, huwde Andries (André) de Jauche de Mastaing
- Philippe van Jauche de Mastaing verkoopt o.m. Grobbendonck aan Erasmus Schetz in 1545

Huis Ursel, oorspronkelijk ook bekend onder de familienaam Schetz
- Erasmus Schetz (1476-1550), handelaar Antwerpen kocht de heerlijkheid Grobbendonck in 1545
- Gaspard Schetz (1513-1580), handelaar, maarschalk van Brabant, werd in 1560 algemeen schatbewaarder der Nederlanden
- Lancelot Schetz (1550-1619), burgemeester van Brussel
- Jan Karel Schetz (1552-1590) kanselier van de Orde van het Gulden Vlies
- Conrad Schetz (1553-1632), liet zich adopteren door zijn tante Barbara van Ursel en nam haar naam aan
- Anthonie Schetz (1564-1641), baron (vanaf 1637 graaf) van Grobbendonck, gouverneur van 's-Hertogenbosch en Leuven tijdens Tachtigjarige Oorlog
- Ignaas August Schetz van Grobbendonck (1625-1680), Bisschop van Namen (1669-1679) en van Gent (1679-1680)
- Conrard van Ursel (1592-1659) zoon van Conrad Schetz werd in 1638 verheven tot Rijksgraaf
- Conrad Albert van Ursel (1665-1738), gouverneur van Namen, tot 1e hertog van Ursel (1716) en van Hoboken (1717)
- Karel van Ursel (1717-1775), 2e Hertog, was Oostenrijks luitenant-veldmaarschalk en militair gouverneur van Brussel
- Wolfgang Willem van Ursel (1750-1804), 3e Hertog, speelde een rol in de Brabantse Omwenteling
- Charles-Joseph d'Ursel (1777-1860), 4e Hertog, minister in het Verenigd Koninkrijk der Nederlanden en later senator in België, stamvader van alle huidige D'Ursels
- Léon d'Ursel (1805-1878), 5e Hertog, senator
- Joseph d'Ursel (1848-1903), 6e Hertog, senator
- Robert d'Ursel (1873-1955), 7e Hertog, senator
- Henri d'Ursel (1900-1974), 8e Hertog
- Antonin d'Ursel (1925-1989), 9e Hertog
- Stéphane d'Ursel (1971), 10e Hertog

### Met Bouwel verbonden adel
Huis van Grobbendonck (zie Grobbendonk)
- Bouwel hoorde oorspronkelijk niet tot de Heer van Grobbendonk.
- Pas omstreeks 1300 verwierf de Heer van Grobbendonck ook Ouwen en Bouwel.
- In 1487 wordt Bouwel aan Huybrecht Brant gegeven, de broer van de Heer van Grobbendonk. Huybrecht bouwt in Bouwel zijn eigen kasteel.

Huis Damant
- Nicolas Damant (1531-1616) was o.m. Burggraaf van Brussel, en huwde Barbara Brandt (gestorven in Madrid, 1591)

Huis van Varick
- Anne Damant (x-1633), o.m. burggravin van Brussel, huwt van Henry van Varick, o.m. Markgraaf van Antwerpen (x-1641)
- Het was wellicht Henry (Hendrik) die het domein verkocht aan de familie Biel

Huizen Biel, Schotti en Zumalo
- Maria Biel, huwt Henri Schotti in 1629
- Isabella Schotti, huwt met haar oom Otto Biel (tegen de zin van Maria Biel die de erfenis aanvecht in 1660), en vervolgens met Joannes Petrus Zumalo
- familie Biel-De Deckere

Het domein werd later vervolgens verkocht aan de Families van Roosendael, de Witte, de Heuvel en Bosschaert
Huis De Bosschaert de Bouwel 
- Vanaf 1685 wordt de familie de Bosschaert en meerdere takken van die familie meermaals verheven tot de adel.
- In 1791 koopt Charles-Jean de Bosschaert het domein Bouwel, en vervangt o.m. de burcht door een modern kasteel in de classicistische stijl in 1820.
- Vanaf 29-08-1889 wordt aan de titel "de Bouwel" toegevoegd.
- De titels variëren in de tijd waaronder Jonkheer, Ridder en Baron
- Na de wisseling van de regimes, worden de oorspronkelijk Habsburgse titels terug verworven in de Verenigde Nederlanden en België

De bekendsten uit de familie:
- Charles-Jean de Bosschaert (1759-1828), Ridder, mag zich "de Bouwel" noemen sinds 1816.
- Paul-Joseph de Bosschaert de Bouwel (1756-1836)
- Arthur Bosschaert de Bouwel (1857-1896), Baron
- Georges Bosschaert de Bouwel (1884-1968), Baron

## Nabijgelegen kernen
Bouwel, Pulle, Viersel, Vorselaar, Herentals
Aartselaar · Antwerpen · Arendonk · Baarle-Hertog · Balen · Beerse · Berlaar · Boechout · Bonheiden · Boom · Bornem · Brasschaat · Brecht · Dessel · Duffel · Edegem · Essen · Geel · Grobbendonk · Heist-op-den-Berg · Hemiksem · Herentals · Herenthout · Herselt · Hoogstraten · Hove · Hulshout · Kalmthout · Kapellen · Kasterlee · Kontich · Laakdal · Lier · Lille · Lint · Malle · Mechelen · Meerhout · Merksplas · Mol · Mortsel · Niel · Nijlen · Olen · Oud-Turnhout · Putte · Puurs-Sint-Amands · Ranst · Ravels · Retie · Rijkevorsel · Rumst · Schelle · Schilde · Schoten · Sint-Katelijne-Waver · Stabroek · Turnhout · Vorselaar · Vosselaar · Westerlo · Wijnegem · Willebroek · Wommelgem · Wuustwezel · Zandhoven · Zoersel

België: Provincies · Gemeenten
1. ↑  Geschiedenis van Brabant : van het hertogdom tot heden, pag. 23. Waanders, Zwolle (cop. 2004). ISBN 90-8526-101-5.
2. ↑  https://view.officeapps.live.com/op/view.aspx?src=https%3A%2F%2Fstatbel.fgov.be%2Fsites%2Fdefault%2Ffiles%2Ffiles%2Fdocuments%2Fbevolking%2F5.1%2520Structuur%2520van%2520de%2520bevolking%2FBevolking_per_gemeente.xlsx&wdOrigin=BROWSELINK
3. ↑  Inventaris van het archief van de provincie Antwerpen, Burgemeesters 1798-1970: Grobbendonk. Gearchiveerd op 16 juni 2019.
4. ↑  Rijksarchief Antwerpen inventaris PAA603 (archiefbestanddeel 1302)
5. ↑  Rijksarchief Antwerpen inventaris PAA603 (archiefbestanddeel 1305)
6. ↑  Grote Liberale Meeting te Mechelen; Eerst Vrijheid; juni 1958 op liberaalarchief.be (pdf-bestand niet meer beschikbaar)
7. ↑  1961-2000:Verkiezingsdatabase Binnenlandse Zaken. Gearchiveerd op 10 januari 2022.
8. ↑  Vlaanderenkiest.be: Gegevens 2006. Gearchiveerd op 19 juli 2023. Geraadpleegd op 16 juni 2019.
9. ↑  www.vlaanderenkiest.be: Gegevens 2012